# اداپورا، کپال
اداپورا، کپال (به انگلیسی: Adapura, Koppal) در هند است که در کارناتاکا واقع شده‌است.